# Non rouge
non rouge（ノン・ルージュ）は北海道札幌市で発行されている、「女性の美と健康」をテーマにした月刊フリーペーパーである。

## 概要
2005年4月に創刊（毎月25日発行）。札幌市東区伏古に本社を置く美容機器製造・販売メーカーの株式会社リー・プロが発行。
「女性の美と健康」をテーマにエステサロンやリラクゼーションサロンを中心とした情報を掲載。
札幌市内及び近郊のスーパー、ドラッグストアなどに設置配布。
Youtubeにて、ノンルージュTVを公開している。
内容は記事部分と一般的な広告、さらに無料クーポン等で構成されている。